# Seymour Harris
Seymour Edwin Harris (New York, 1897 – 1974) è stato un economista statunitense.
Docente alla Harvard University dal 1922 al 1964, fu consigliere di John Fitzgerald Kennedy. Tra le sue numerosissime opere si ricordano Inflazione ed economia americana (1945), Programma di Recupero europeo (1948), Economia del programmare (1949), Il dollaro in crisi (1961) e Economia degli anni di Kennedy (1964).